# 櫻井線
櫻井線（日语：／ Sakurai sen */?），是一條連接奈良縣奈良市奈良站與大和高田市高田站，屬於西日本旅客鐵道（JR西日本）的鐵路線（地方交通線）。
2010年3月13日起使用「萬葉Mahoroba線」的愛稱。

## 概要
除了近畿統括本部管轄的奈良站外，全線由大阪支社的王寺鐵道部管轄根據旅客營業規則位於大都市近郊區間的「大阪近郊區間」與IC乘車卡「ICOCA」的近畿圈地域。
2014年度起引入的路線記號是U。

## 路線資料
- 管轄（事業類別）：西日本旅客鐵道（第一種鐵道事業者）
- 路線距離（營業距離）：29.4公里[1]
- 軌距：1067毫米
- 站數：14個（包括起終點站）[1]
  - 限定屬於櫻井線的情況，屬於關西本線的奈良站與屬於和歌山線的高田站除外[7]，合共12個。
- 複線路段：沒有（全線單線）
- 電氣化路段：全線電氣化（直流1500V）
- 閉塞方式：自動閉塞式（特殊）
- 運轉指令所（日语：運転指令所）：大阪綜合指令所（日语：大阪総合指令所）
- 最高速度：85公里/小時

## 車站列表
- 定期列車包括快速在來所有列車停靠所有車站。但是，臨時列車的快速不停站。
- 軌道（全線單線） … ◇：可進行列車交會、｜：不可進行列車交會
- 所有車站均位於奈良縣內

| 中文站名 | 日文站名 | 英文站名 | 站間營業距離 | 累計營業距離 | 接續路線                                                  | 軌道 | 所在地     |
| -------- | -------- | -------- | ------------ | ------------ | --------------------------------------------------------- | ---- | ---------- |
| 奈良     |          |          | -            | 0.0          | 西日本旅客鐵道： 關西本線（大和路線）、 奈良線            | ◇    | 奈良市     |
| 京終     |          |          | 1.9          | 1.9          |                                                           | ◇    | 奈良市     |
| 帶解     |          |          | 2.9          | 4.8          |                                                           | ◇    | 奈良市     |
| 櫟本     |          |          | 2.5          | 7.3          |                                                           | ◇    | 天理市     |
| 天理     |          |          | 2.3          | 9.6          | 近畿日本鐵道： 天理線                                     | ◇    | 天理市     |
| 長柄     |          |          | 3.0          | 12.6         |                                                           | ｜   | 天理市     |
| 柳本     |          |          | 1.7          | 14.3         |                                                           | ◇    | 天理市     |
| 卷向     |          |          | 1.6          | 15.9         |                                                           | ｜   | 櫻井市     |
| 三輪     |          |          | 2.1          | 18.0         |                                                           | ◇    | 櫻井市     |
| 櫻井     |          |          | 1.7          | 19.7         | 近畿日本鐵道： 大阪線                                     | ◇    | 櫻井市     |
| 香久山   |          |          | 2.0          | 21.7         |                                                           | ｜   | 橿原市     |
| 畝傍     |          |          | 3.0          | 24.7         | 近畿日本鐵道： 橿原線 …八木西口                           | ◇    | 橿原市     |
| 金橋     |          |          | 2.6          | 27.3         |                                                           | ｜   | 橿原市     |
| 高田     |          |          | 2.1          | 29.4         | 西日本旅客鐵道： 和歌山線 近畿日本鐵道： 大阪線 …大和高田 | ◇    | 大和高田市 |

1. ↑  奈良線的正式起終點為關西本線木津站，但運行系統上所有列車直通奈良站

## 腳注
1. 1 2 3 4 5 6 7 8  『歴史でめぐる鉄道全路線 国鉄・JR』42号 15頁
2. ↑  桜井線の愛称名「万葉まほろば線」に決定！（インターネット・アーカイブ）- 西日本旅客鉄道プレスリリース 2009年12月24日
3. ↑   (PDF). 西日本旅客鐵道.   [2016-10-06]. （原始内容 (PDF)存档于2016-08-29）.
4. ↑  データで見るJR西日本 （页面存档备份，存于） - 西日本旅客鉄道
5. ↑  ご利用可能エリア 近畿圏エリア｜ICOCA：JRおでかけネット （页面存档备份，存于） - 西日本旅客鉄道
6. ↑  近畿エリア・広島エリアに「路線記号」を導入します （页面存档备份，存于） - 西日本旅客鉄道ニュースリリース 2014年8月6日
7. ↑  『停車場変遷大事典 国鉄・JR編』JTB、1998年。ISBN 978-4-533-02980-6。

## 關連項目
- 日本鐵路線列表
- 大阪鐵道
- 關西鐵道
- 奈良鐵道